# José Mendoza Zambrano
José Adolfo Mendoza Zambrano (Pisco, 24 giugno 1982) è un calciatore peruviano, centrocampista svincolato.